# Museum „Heimatstube“ Schönholthausen

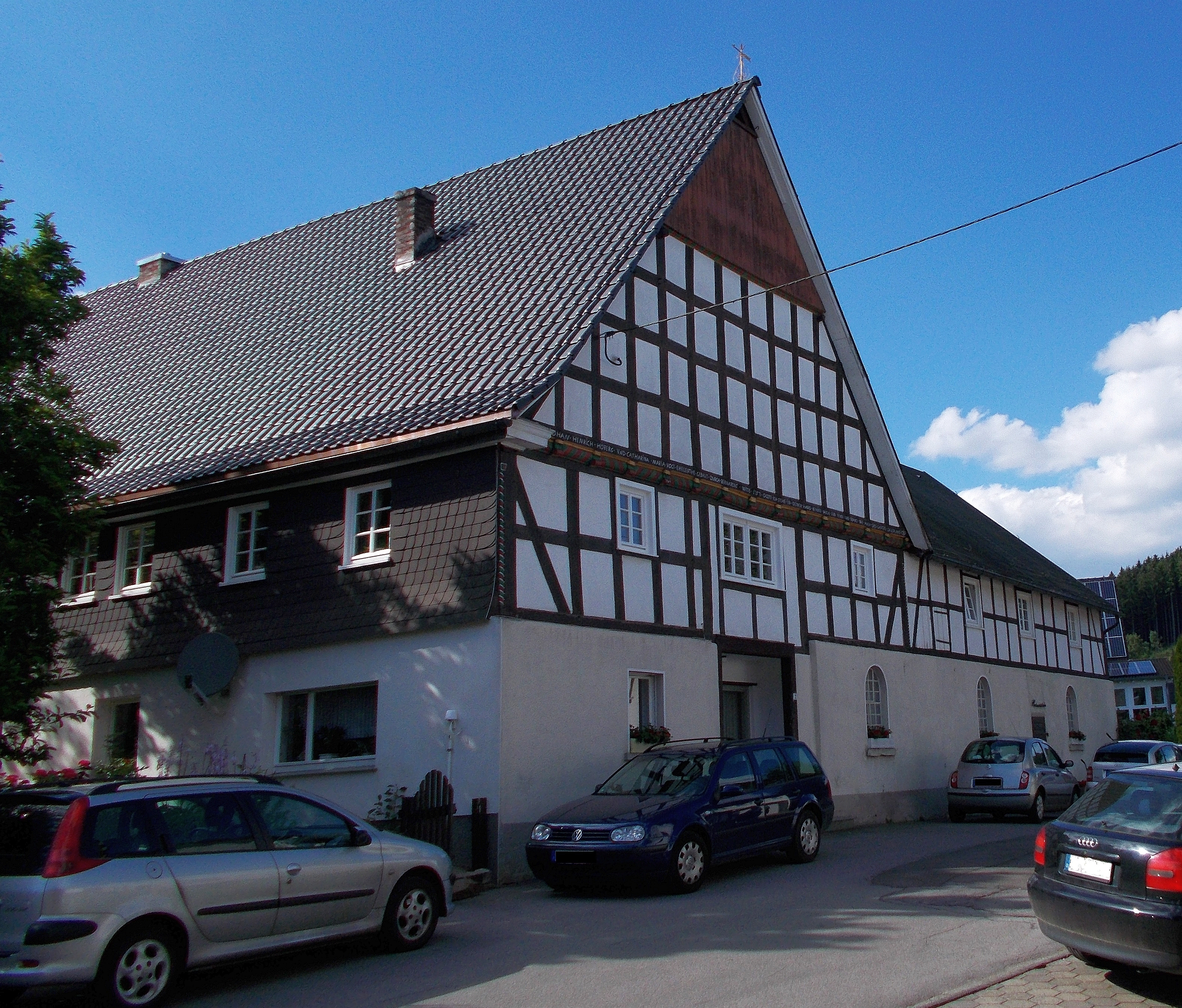
Museum „Heimatstube“

Das Museum „Heimatstube“ Schönholthausen ist ein Heimatmuseum in Schönholthausen, einem Dorf der Gemeinde Finnentrop im Kreis Olpe (Nordrhein-Westfalen). Es befindet sich in dem denkmalgeschützten Haus Zur Schlerre 2.
Auf einer Fläche von etwa 260 m² werden regionale Exponate zur Land- und Forstwirtschaft präsentiert. Weitere Schwerpunkte sind das dörfliche Handwerk und das heimische Brauchtum. Eine eingerichtete Schreinerei, eine Arztpraxis, eine Schmiede und eine Schusterwerkstatt zeigen das dörfliche Leben in früherer Zeit. Werkzeuge und Geräte für die Hausschlachtung und zur Milchverarbeitung belegen die häuslichen Verhältnisse. Diese werden auch durch Schulhefte und Anschreibebücher, in denen Geldgeschäfte, Geldleihen und Zinszahlungen, Wein-, Frucht- und Viehverkäufe usw. festgehalten wurden, verdeutlicht. In einem weiteren Bereich wird das Schicksal von Auswanderern nach Amerika, unter anderem das von Henry M. Arens, dokumentiert. 

## Exponate

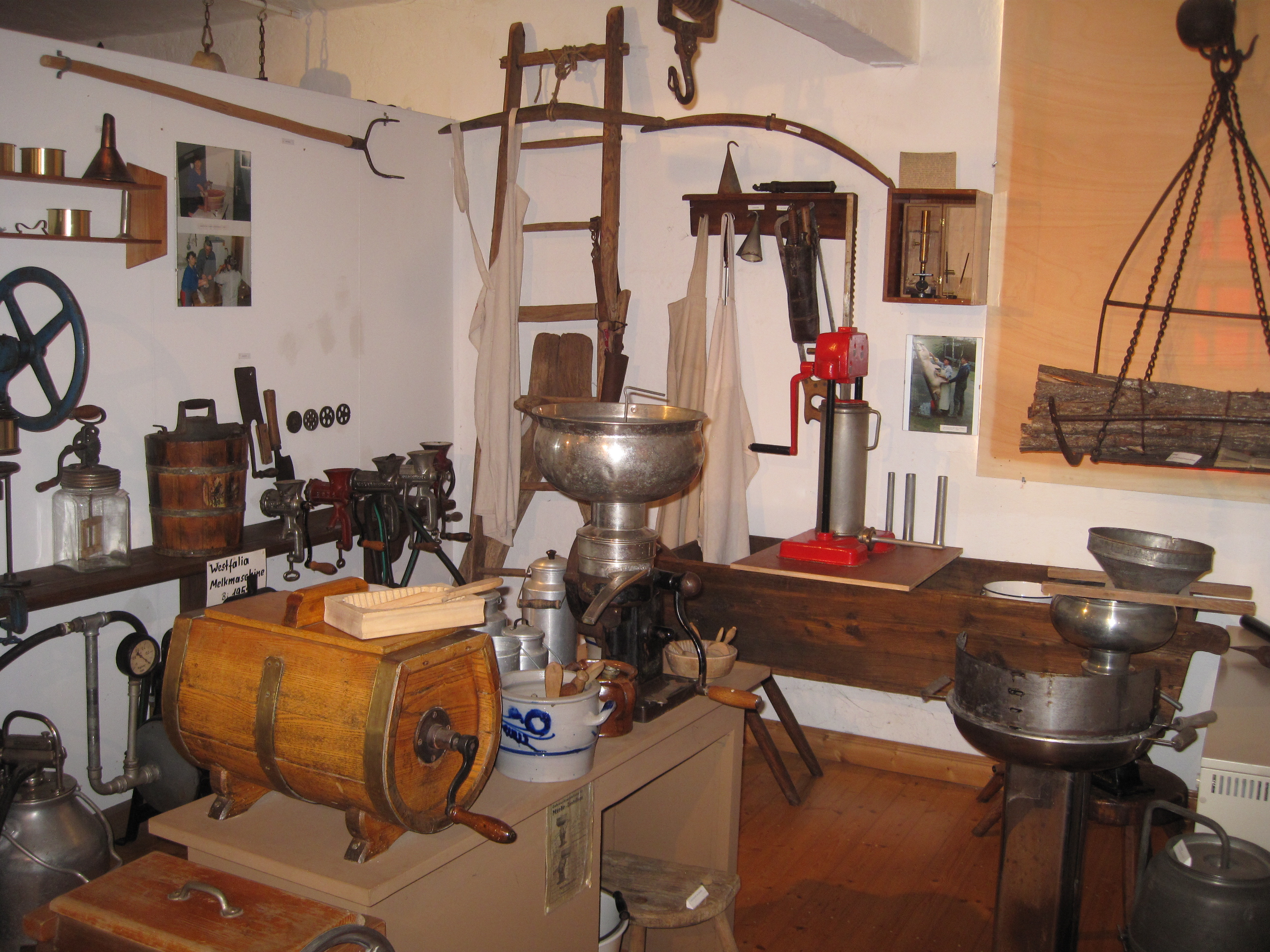
Gerätschaften zur Weiterverarbeitung von Milch
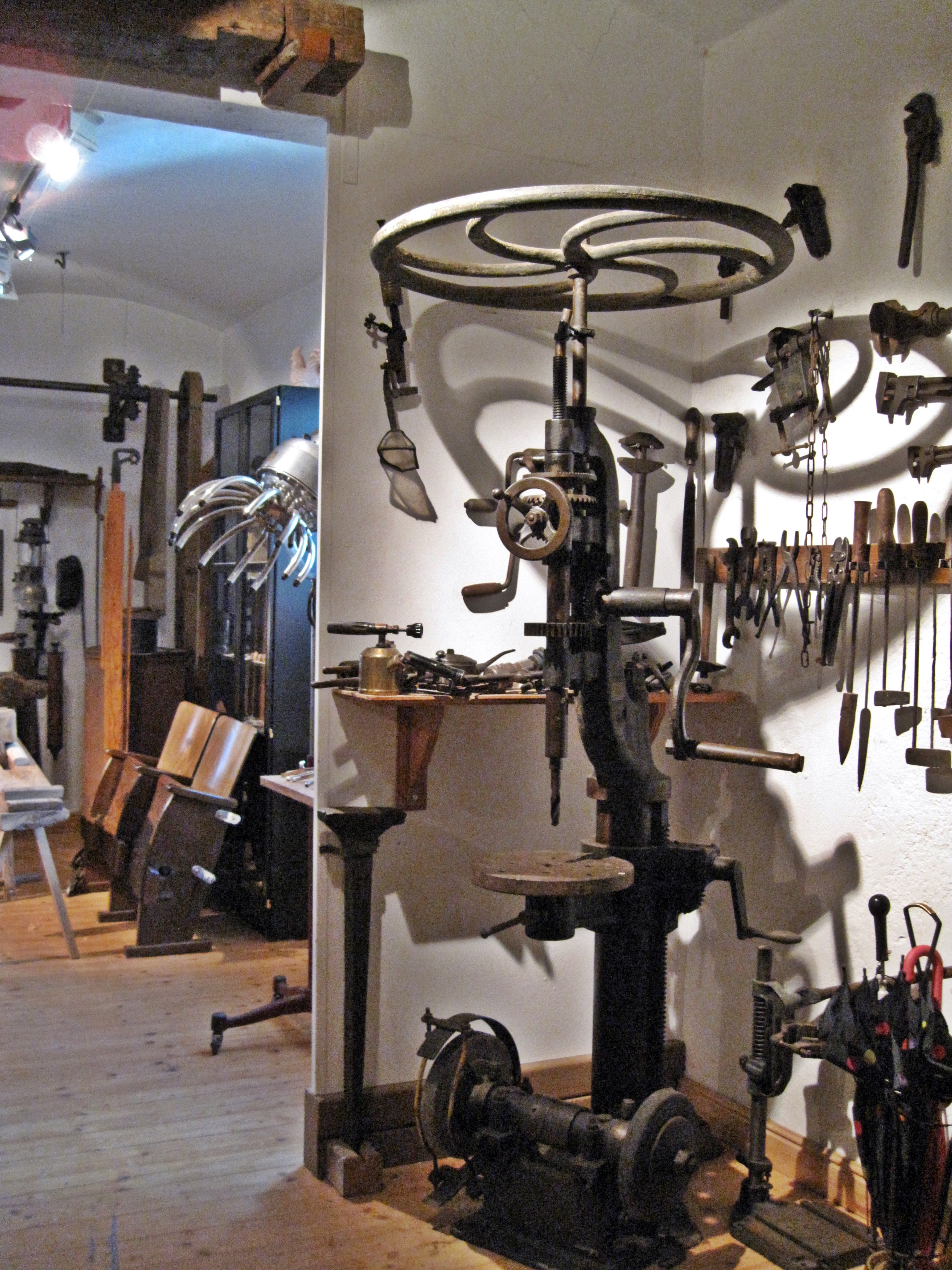
Manuell betriebenes Bohrwerk
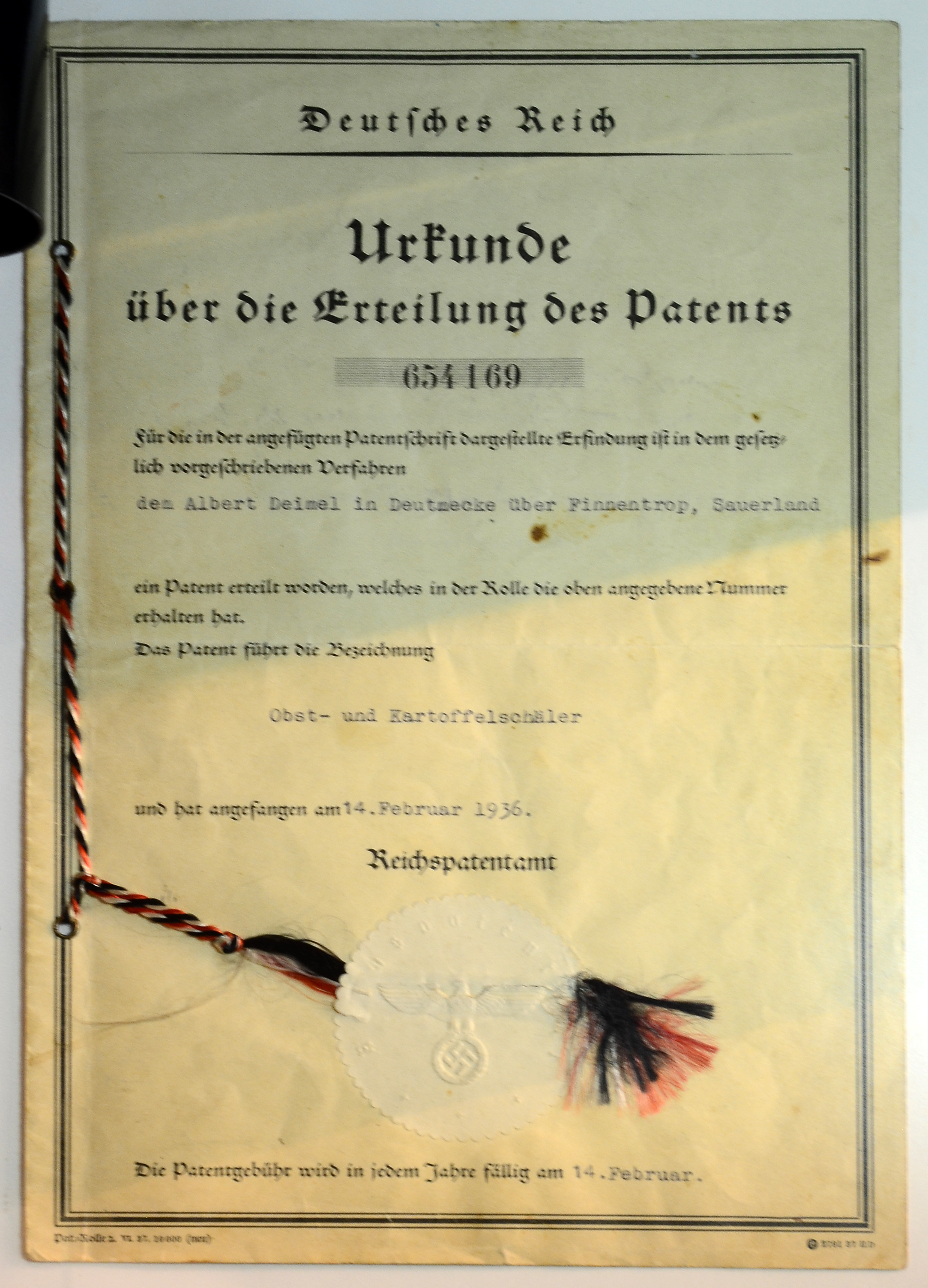
Patenturkunde von 1936 des ersten Sparschälers mit längsliegendem Messerkopf zum Griff, Erfinder Albert Deimel
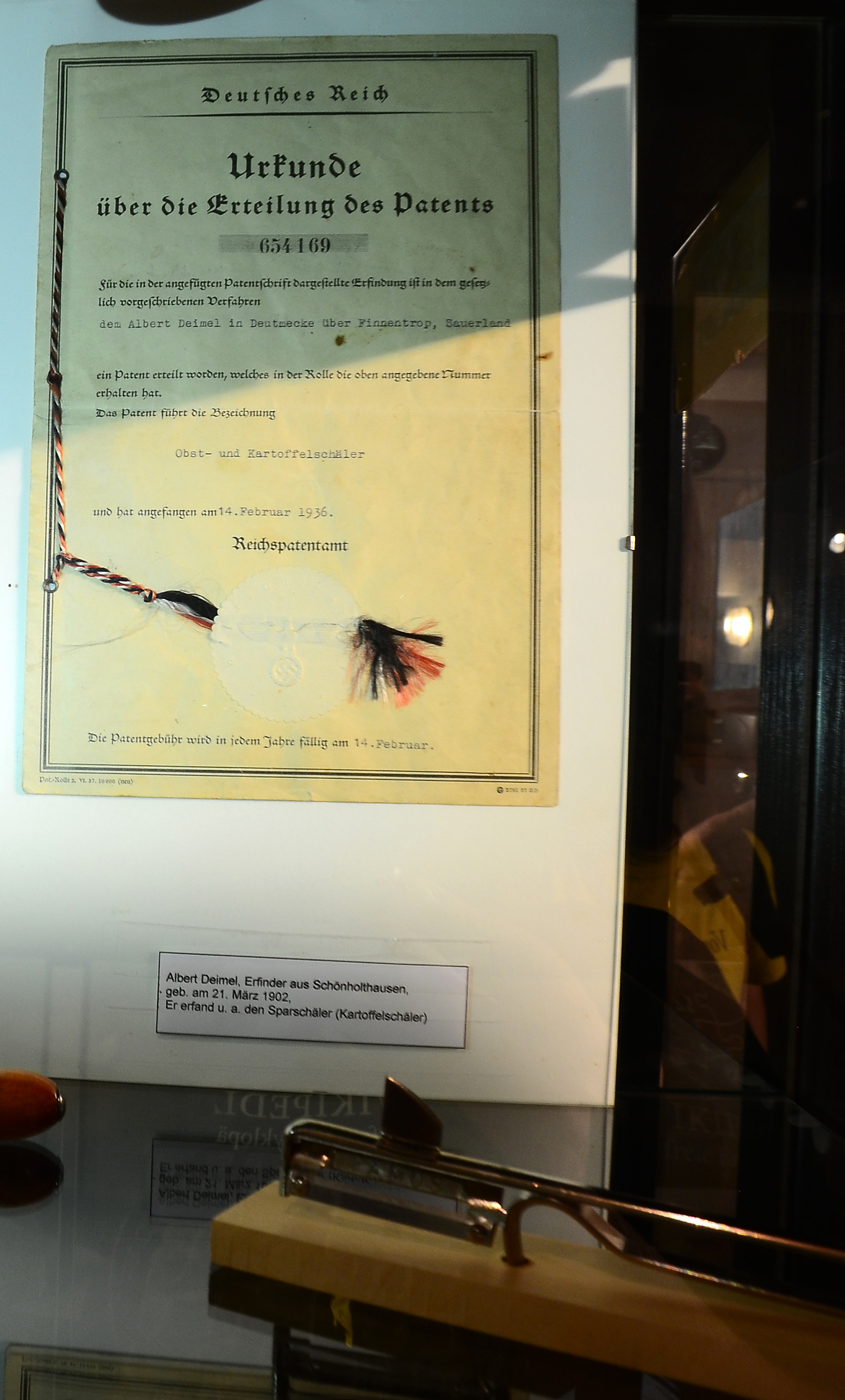
Patenturkunde von 1936 des ersten Sparschälers mit längsliegendem Messerkopf zum Griff, Erfinder Albert Deimel, im Vordergrund das Modell
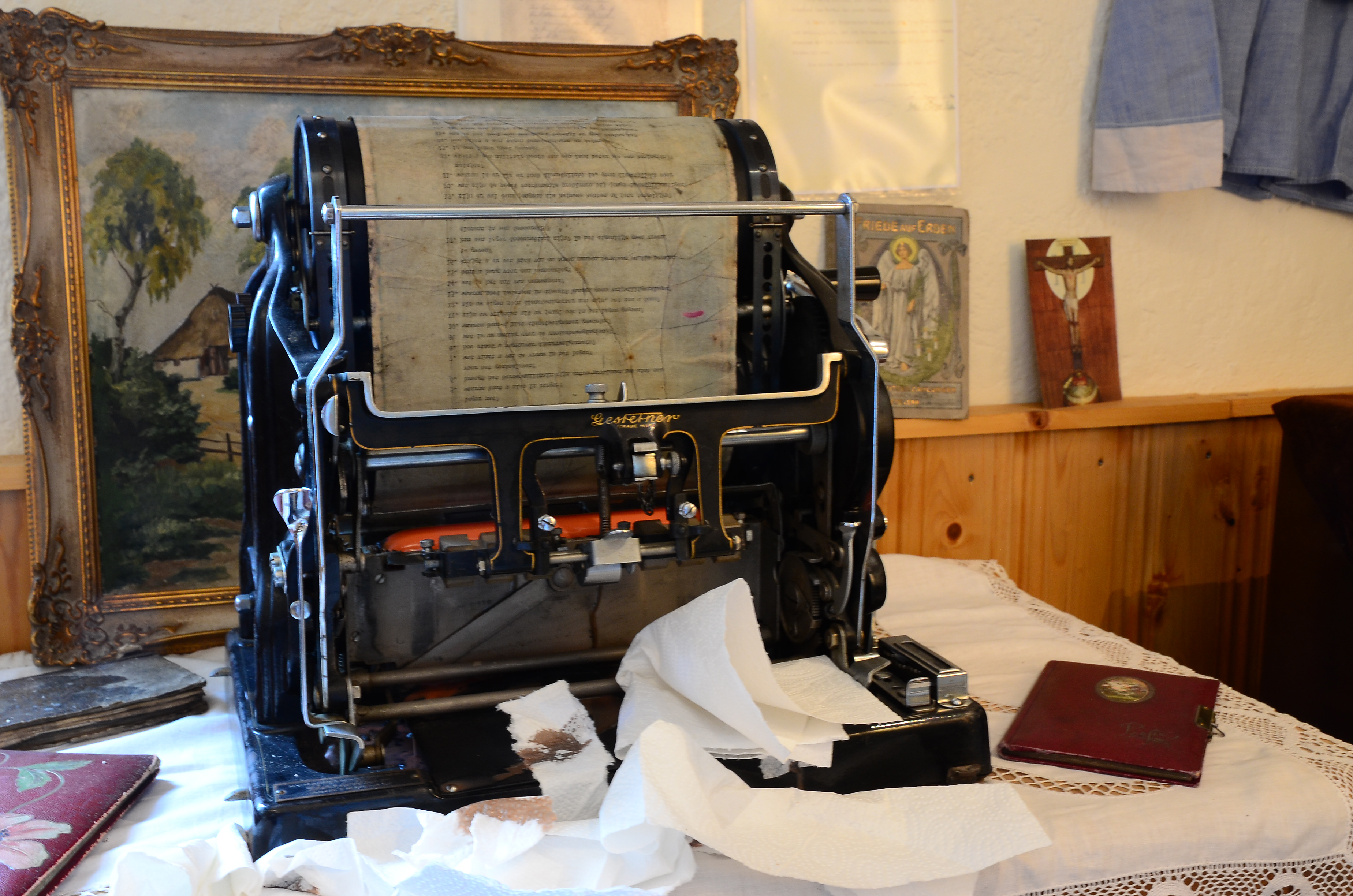
Abziehapparat (Kopierer) von David Gestetner
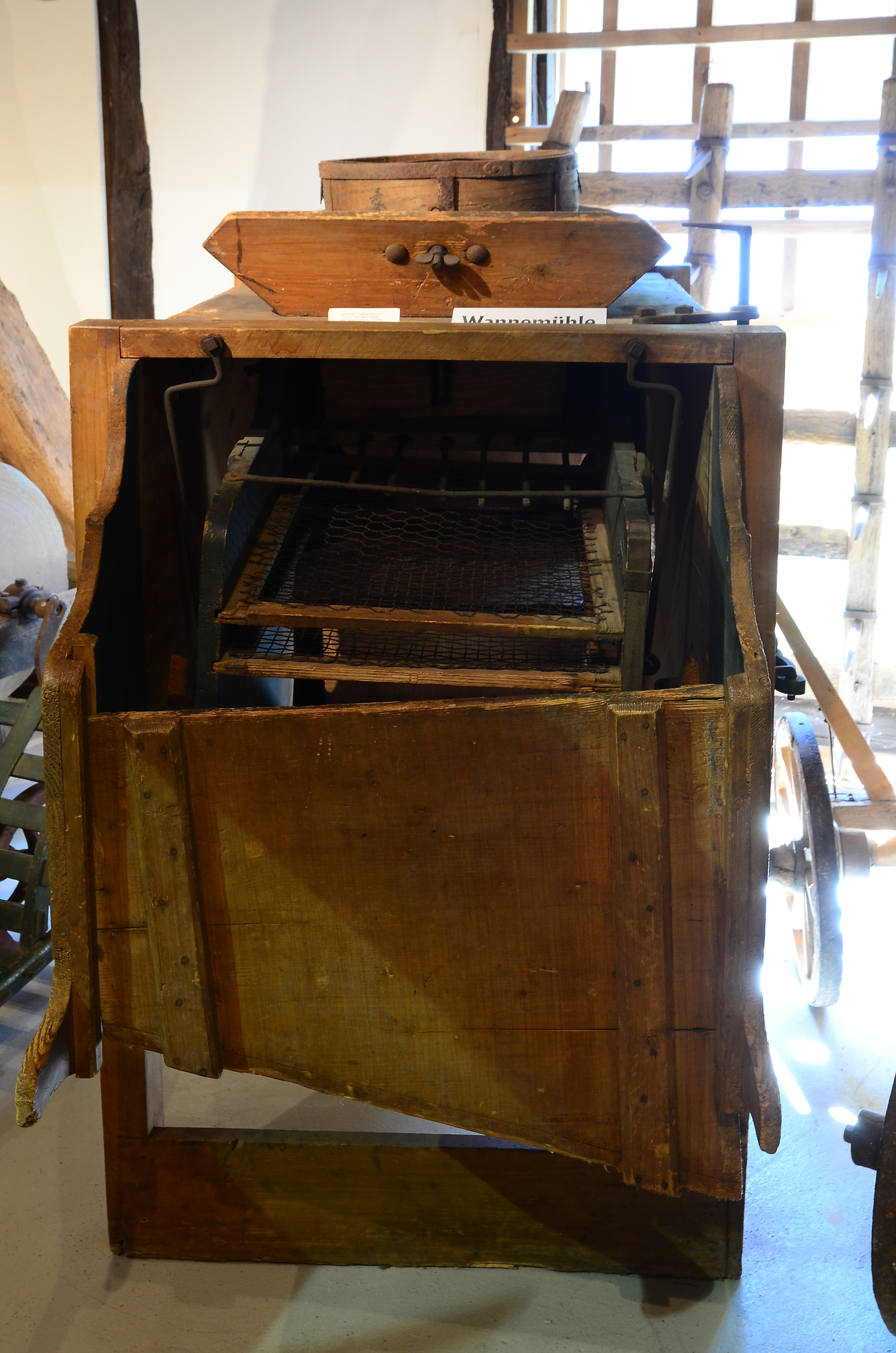
Wannemühle auch Windfege genannt. Die Maschine reinigte handbetrieben das Getreide